# Mesosemia cippus
Mesosemia cippus är en fjärilsart som beskrevs av Doubleday 1847. Mesosemia cippus ingår i släktet Mesosemia och familjen Riodinidae. Inga underarter finns listade i Catalogue of Life.

## Bildgalleri

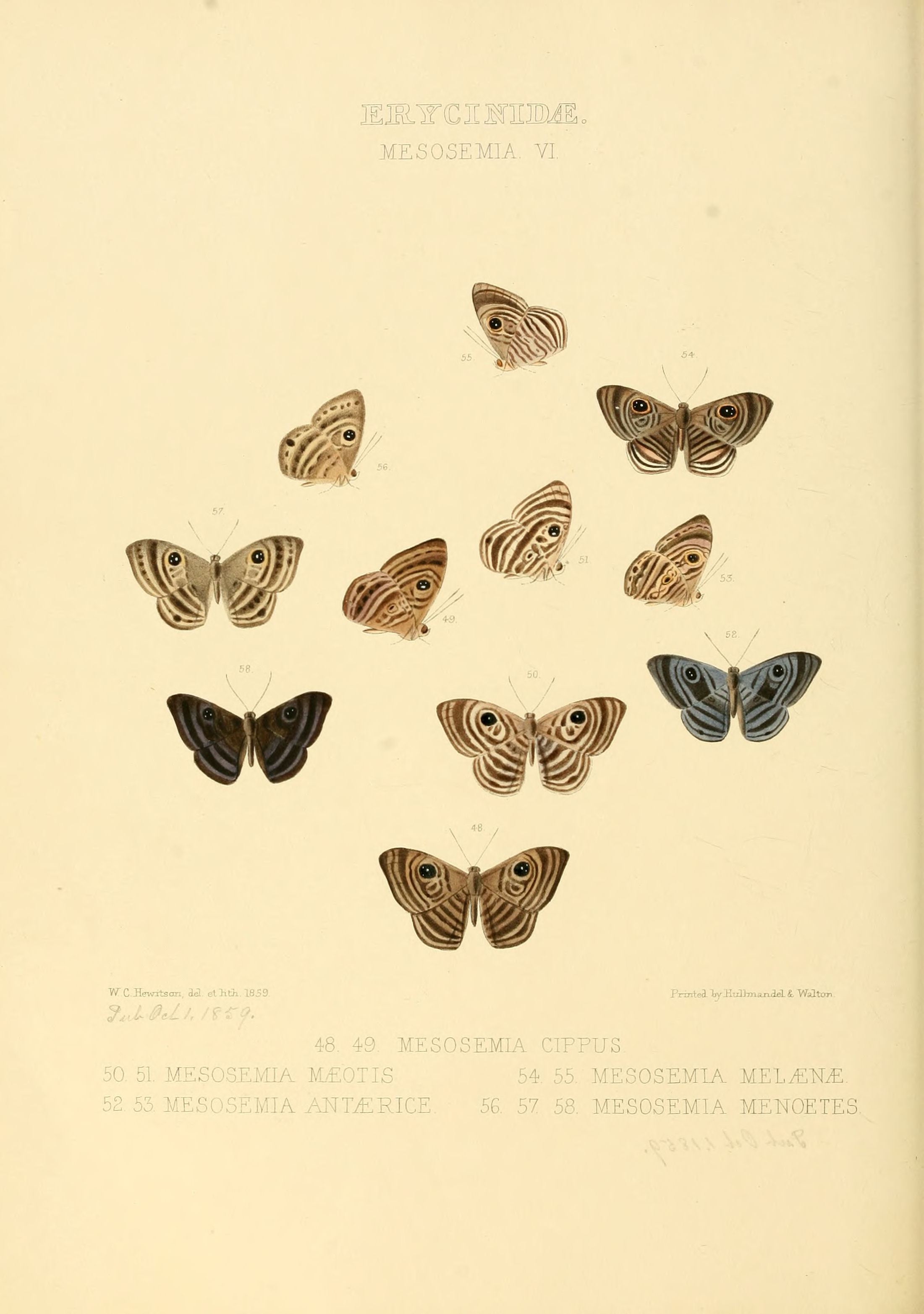